# Peter Doig
Peter Doig (nacido en Edimburgo, el 17 de abril de 1959) es un pintor británico. Está considerado como uno de los pintores actuales más importantes de su generación. Sus obras han batido récords de precio en el mercado del arte contemporáneo.

## Biografía
En 1962 se fue a vivir con su familia a Trinidad y Tobago y en 1966 se trasladaron a Canadá. Regresó al Reino Unido en 1979, pasando a estudiar en la Escuela de Arte de Wimbledon, después en la Escuela de Arte de San Martín y más tarde en Chelsea School of Art, donde completó un máster. En 1995 fue nombrado comisario de la Galería Tate. En 2002 regresó a Trinidad, donde abrió un estudio cerca de Puerto España. Se convirtió también en profesor en la Academia de Bellas Artes de Düsseldorf, en Alemania.

## Obras
Su obra, donde son notables sus paisajes, recuerda su infancia y juventud en Canadá. Muchas veces es inspirada por fotografías, aunque no sigue el estilo fotorrealista. Posteriormente ha utilizado como inspiración sus experiencias en Trinidad y las influencias del pintor latinoamericano Armando Reverón.

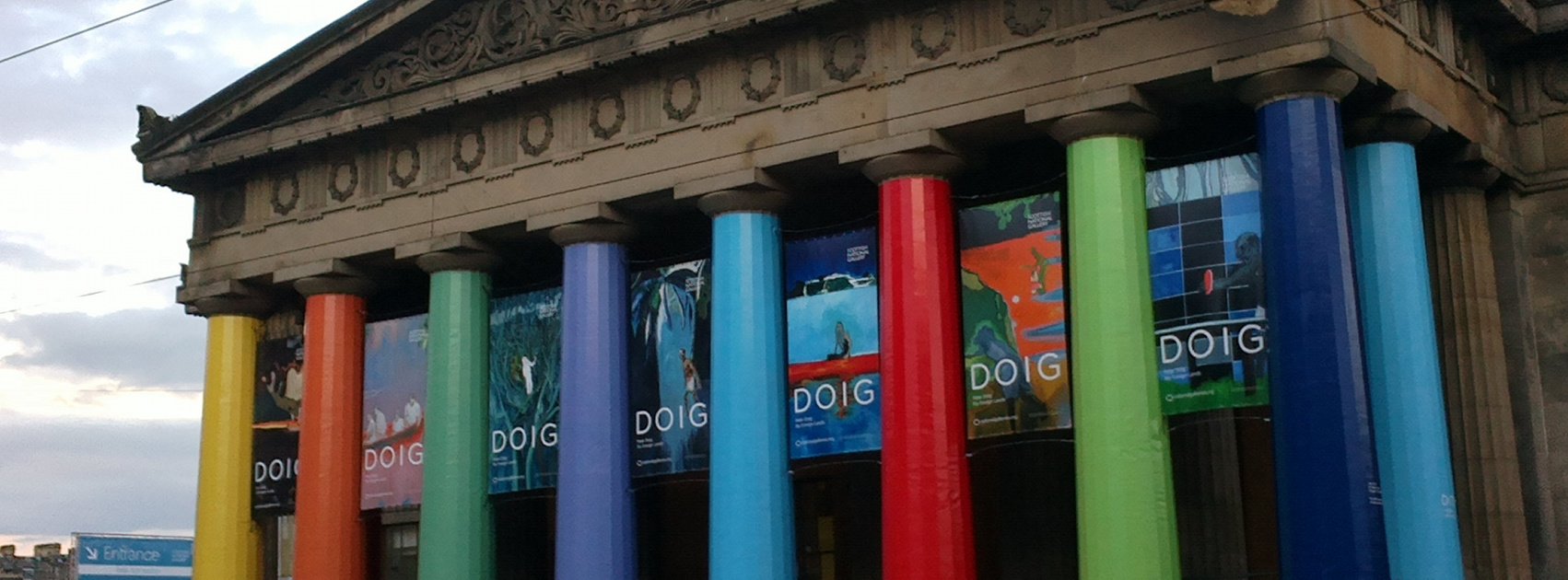
No Foreing Lands: En la Galería nacional de Escocia

En una entrevista con el crítico de arte Angus Cook, con motivo de su exposición "No Foreing Lands" Peter Doig declaró que desea que su trabajo sea cada vez más abstracto.
El estilo de Doig muestra la influencia de los pintores impresionistas, postimpresionistas y expresionistas, como Claude Monet o Edvard Munch.
En el año 2007, su cuadro White Canoe (Canoa blanca), alcanzó en una subasta el mayor precio pagado hasta entonces por una obra de un artista europeo vivo, y fue vendido por casi nueve millones de euros.
En 2013, su pintura «La casa del arquitecto en el valle» (1991) se vendió en una subasta de Christie's por 11,9 millones de dólares.
En 2017, la obra «Rosedale» (1991) se vendió en una subasta de Phillips en Nueva York por 28,8 millones de dólares, convirtiéndose en uno de los resultados más altos para el arte contemporáneo en ese período.
En 2023, en la Galería Courtauld de Londres, se llevó a cabo una exposición de nuevas obras de Doig. Este evento marcó la primera exposición de un artista contemporáneo en el espacio renovado de la galería tras su reconstrucción.